# Wiązanie glikozydowe
Wiązanie glikozydowe – rodzaj wiązania chemicznego pomiędzy atomem C1 fragmentu glikozydowego a dowolną grupą typu −OR, −SR, −SeR, −NR2 lub −CR3.
Wiązanie glikozydowe tworzone przez atom tlenu (tj. grupę hydroksylową (−OH) cząsteczki przyłączanej do fragmentu glikozydowego) nazywa się wiązaniem O-glikozydowym. Występuje ono m.in. w glikozydach, a także w cukrach złożonych tj. disacharydach, oligosacharydach i polisacharydach. Wiązanie glikozydowe w cukrach tworzone jest pomiędzy karbonylowym atomem węgla i grupą hydroksylową drugiej cząsteczki cukru.
Jeśli wiązanie glikozydowe tworzone przez atom azotu, tzn. w tworzeniu wiązania glikozydowego uczestniczy grupa aminowa (−NH2) drugiej cząsteczki, powstaje wiązanie N-glikozydowe. Występuje ono np. w nukleozydach oraz kwasach DNA i RNA pomiędzy atomem C1' rybozy lub deoksyrybozy a zasadą azotową.